# Beridella guerinii
Beridella guerinii är en tvåvingeart som först beskrevs av Macquart 1846.  Beridella guerinii ingår i släktet Beridella och familjen vapenflugor. Inga underarter finns listade i Catalogue of Life.